# 动力脚车
动力脚车（1986年1月12日—），潮汕詞曲創作者、歌手，原名莊義水，又名莊皓，在廣東汕頭潮陽和平下厝出生。

## 潮語歌詞創作
- 《腳車破泥》（泥是潮語輪胎的意思，台語也有此說法，台語和潮語稱橡膠為「樹泥」）
- 《鬼》（兼演唱和作曲）
- 《潮汕人》（兼演唱和作曲）
- 《QQ害》（兼男聲演唱）
- 《計劃生育好》
- 《唔自量》
- 《莫看人唔起》
- 《說唱六合》
- 《做風颱》
- 《燒親》
- 《高三二班》
- 《臭弟》
- 《工錢還未還》

## 普通話歌詞創作
- 《我知道你要走》（李緒杰作曲演唱）
- 《浪鳥》（李緒杰作曲演唱）
- 《感情線》（李緒杰作曲演唱）
- 《琴傷》（李緒杰作曲演唱）